# Landricourt (Aisne)
Landricourt település Franciaországban, Aisne megyében. Lakosainak száma 129 fő (2022. január 1.). Landricourt Bassoles-Aulers, Jumencourt, Leuilly-sous-Coucy, Quincy-Basse, Vauxaillon és Anizy-le-Grand községekkel határos.

## Népesség
A település népességének változása:
| Lakosok száma | 137  | 108  | 92   | 118  | 139  | 140  | 137  | 132  | 131  | 129  |
|               | 1968 | 1982 | 1990 | 2006 | 2013 | 2015 | 2017 | 2019 | 2020 | 2022 |